# Адсорбційний гістерезис
Адсорбці́йний гістере́зис (рос. адсорбционный гистерезис, англ. adsorption hysteresis) — незбіжність ізотерм адсорбції та десорбції. Явище, коли величини адсорбції при збільшенні концентрації адсорбату на певну величину та десорбції при зменшенні концентрації абсорбату на цю ж величину відрізняються одна від одної.